# JCall
JCall, pour « European Jewish Call for Reason », est un réseau associatif européen, lancé en 2010 et composé de Juifs européens et de soutiens d'Israël qui aspirent à une paix au Proche-Orient reposant sur un accord entre Israéliens et Palestiniens, selon le principe « deux peuples, deux États »,.  

## Historique
Lancé le 3 mai 2010 au Parlement européen de Bruxelles, JCall, qui démarre son initiative en dénonçant « les institutions juives communautaires qui confisquent la parole », met en avant son non-alignement sur la politique du gouvernement israélien et se considère, comme son nom le suggère, comme l'équivalent européen de J Street,,, même s'il n'existe aucun lien officiel entre les deux mouvements.
En 2011, JCall publie un livre collectif  regroupant des témoignages de signataires de l'appel ainsi que des textes d'Israéliens partageant les mêmes idées, notamment Élie Barnavi, David Grossman et Avraham Yehoshua. Un colloque européen, qui se tient à Paris le 19 juin 2011, avec la participation de quatre cents délégués de France, Belgique, Italie, Allemagne, Suisse et Pays-Bas, décide la création d'un mouvement européen. Se définissant comme « un mouvement issu de la société civile juive européenne qui se réclame de son attachement irrévocable à l'existence et aux intérêts légitimes de l'État d'Israël », JCall estime « en raison même de cet attachement, que la survie de l'État d'Israël et sa sécurité ne sauraient être garantis que par la fin de l'occupation des Territoires palestiniens et par la création à ses côtés d'un État palestinien souverain et viable » et « appelle donc la communauté internationale, notamment les États-Unis et l'Union européenne, à mettre en place les conditions à la conclusion rapide d'un accord de paix dont les paramètres sont largement connus depuis longtemps. JCall encouragera toute initiative en ce sens ».
Au cours de l'année 2012, le mouvement se structure et précise ses positions de principe : « JCall rassemble les citoyens juifs européens et les amis d'Israël qui aspirent à une paix au Proche-Orient reposant sur un accord entre Israéliens et Palestiniens, selon le principe « deux peuples, deux États ». (…) Certains d'entre nous se définissent comme sionistes et d'autres pas, mais nous reconnaissons tous dans le sionisme un mouvement d'émancipation nationale, et dans la création de l'État d'Israël l'exercice par le peuple juif du droit des peuples à disposer d'eux-mêmes. Nous considérons par ailleurs que ce droit inaliénable doit être reconnu également au peuple palestinien, sans que cela affecte en quoi que ce soit les droits des Israéliens ».

## Soutiens et critiques
L'appel de JCall crée un débat au sein des communautés juives tant françaises que belges. Les institutions juives telles que le CRIF, le CCOJB, le forum des organisations juives de Belgique, le consistoire central israélite de Belgique prennent publiquement leur distance avec l'initiative JCall,.
Expliquant son soutien à JCall, Bernard-Henri Lévy écrit : « J'ai lutté toute ma vie contre la délégitimation d'Israël. J'ai défendu la légitimité de son point de vue dans toutes les guerres auxquelles Tsahal a été poussé depuis que j'ai l'âge d'homme. Maintenant encore, je n'atterris jamais à Tel-Aviv sans prendre le temps d'une visite à mes amis de Sderot, la ville du Sud qui vit sous la menace des obus du Hamas. Eh bien, c'est la même démarche qui me fait m'adresser, aujourd'hui, aux dirigeants israéliens et les adjurer, au fond, de retrouver l'inspiration de leurs illustres aînés. ». Pour sa part, Jean Daniel juge cet appel « inattaquable dans son inspiration » et « irrécusable dans son argumentation », et écrit : « Les personnalités qui ont pris cette initiative déclarent avoir des liens “indéfectibles” et même “identitaires” avec l'État hébreu. En fait, c'est un cri d'alarme accompagné d'une déclaration d'amour et de fidélité. ».
Plusieurs personnes critiquent l'initiative JCall[Qui ?]. Son action principale de JCall est une pétition lancée sur internet. Une pétition concurrente nommée « Raison garder » est lancée quelques jours après le démarrage de JCall.

## Signataires notoires
- Georges Bensoussan, historien
- Étienne-Émile Baulieu, médecin et chercheur
- Serge Blisko, homme politique français
- David Chemla, président de La Paix maintenant
- Élie Chouraqui, réalisateur
- Claude Cohen-Tannoudji, physicien
- Daniel Cohn-Bendit, homme politique européen
- Boris Cyrulnik, médecin et psychanalyste
- Ruth Dreifuss, femme politique suisse
- Mony Elkaïm, neuropsychiatre
- Alain Finkielkraut, philosophe et écrivain
- Élisabeth de Fontenay, philosophe
- Guy Haarscher, philosophe
- Pierre Hassner, philosophe et politologue
- David Kessler, conseiller d'État français
- Georges Kiejman, avocat
- Jack Lang, homme politique français
- Claude Lefort, philosophe
- Bernard-Henri Lévy, philosophe et écrivain
- Pierre Mertens, écrivain
- David Meyer, rabbin
- Pierre Nora, historien
- Vincent Peillon, homme politique français
- Élisabeth Roudinesco, psychanalyste
- Henry Rousso, historien
- Dominique Schnapper, sociologue et politologue
- Michel Serfaty, rabbin
- Gérard Unger, chef d'entreprise
- Henri Weber, homme politique français.